# جایزه بزرگ ترکیه ۲۰۲۱
جایزه بزرگ ترکیه ۲۰۲۱ (که به‌طور رسمی با نام فرمول ۱ رولکس ترکیش گراند پری ۲۰۲۱ شناخته می‌شود) یک مسابقه اتومبیل‌رانی فرمول یک است که در تاریخ ۱۰ اکتبر ۲۰۲۱ در پیست استانبول پارک در توزلا، استانبول برگزار می‌شود. این مسابقه شانزدهمین دور از مسابقات جهانی فرمول یک ۲۰۲۱ خواهد بود.

## زمینه

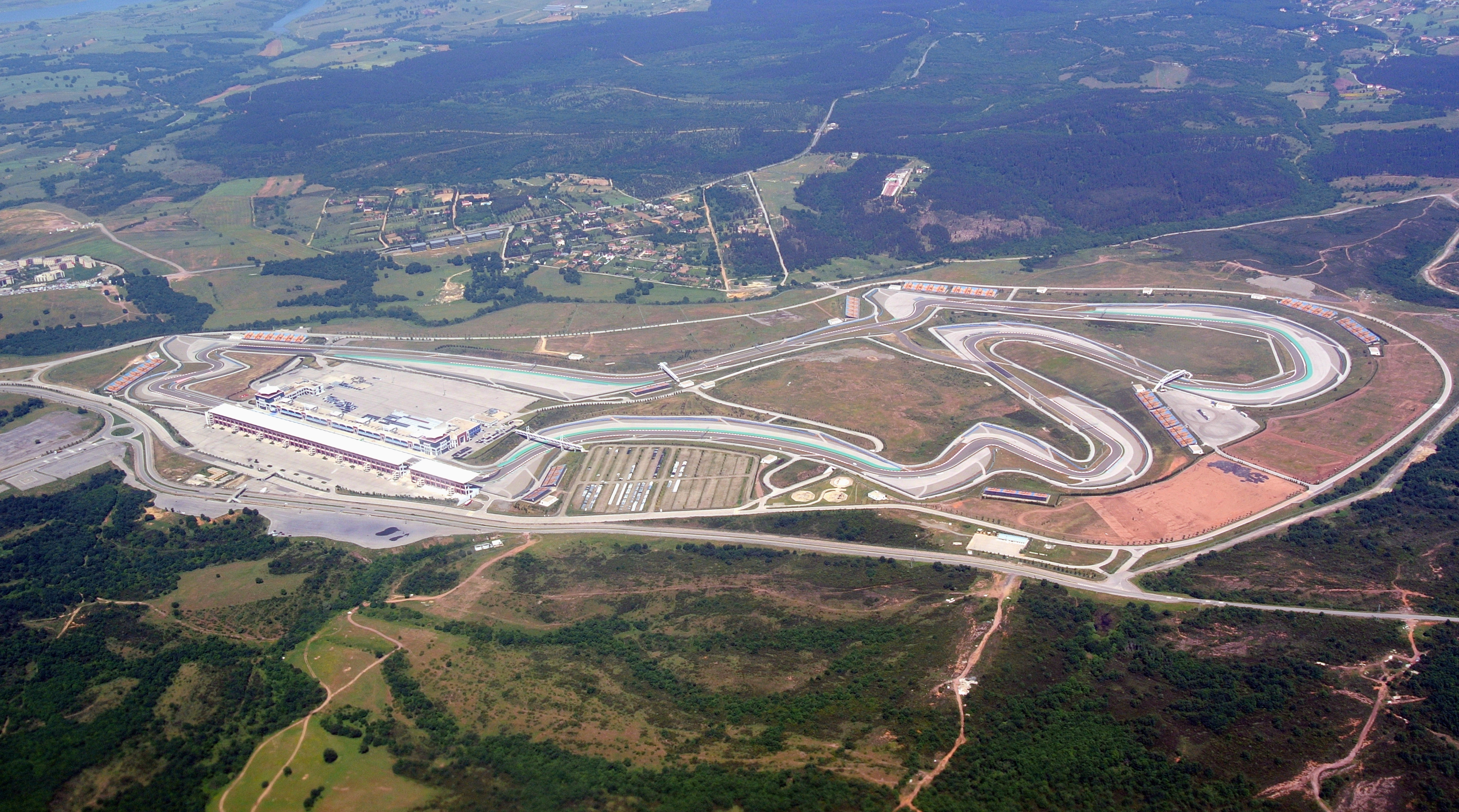
نمای هوایی پیست استانبول پارک.

این رویداد، با نام رسمی رولکس جایزه بزرگ ترکیه ۲۰۲۱ شناخته می‌شود، قرار است در آخر هفته از ۸ تا ۱۰ اکتبر در پیست استانبول پارک در توزلا، استانبول برگزار شود. مسابقه طی ۵۸ دور برگزار می‌شود و پیست داری ۱۴ پیچ است. این مسابقه نهمین دوره جایزه بزرگ ترکیه است که همه آنها در یک مکان برگزار شده‌اند.

### جدول رده‌بندی قهرمانی قبل از مسابقه
لوئیس همیلتون در جدول قهرمانی رانندگان با دو امتیاز بیشتر از ماکس فرستاپن پیشتاز است، و والتری بوتاس با ۱۵۱ امتیاز در جایگاه سوم و لاندو نوریس با ۱۳۹ امتیاز در جایگاه چهارم قرار داردند. سرجیو پرز نیز با ۱۲۰ امتیاز در جایگاه پنجم قرار دارد.
در جدول قهرمانی سازندگان، مرسدس با ۳۹۷٫۵ امتیاز پیشتاز است و ردبول با ۳۶۴٫۵ امتیاز در رده دوم قرار دارد.

### شرکت کنندگان
رانندگان و تیم‌ها همان لیست ورود به فصل خواهند بود و هیچ راننده دیگری برای مسابقه حضور ندارد.
فراری، اجازه استفاده از نام حامی عنوان تیم خود، میشن وینو (Mission Winnow) را در این مسابقه را ندارد. لوگو و نام میشن وینو در هیچ مسابقه‌ای از جایزه بزرگ فرانسه تا جایزه بزرگ ایتالیا به دلایل قانونی استفاده نشد، اما در مسابقات بحرین، امیلیا رومانیا، پرتغال، اسپانیا، موناکو و آذربایجان و روسیه مورد استفاده قرار گرفت.

### انتخاب تایر
تأمین کننده تایر مسابقات، پیرلی ترکیبات سی۲ هارد، سی۳ مدیوم و سی۴ سافت را برای استفاده در مسابقه اختصاص داده‌است.

## تمرین
تمرین آزاد اول ساعت ۱۱:۳۰ UTC+03، در ۹ اکتبر ۲۰۲۱ برگزار شد. تمرین آزاد دوم ساعت ۱۵:۰۰ UTC+03، در همان روز برگزار می‌شود. تمرین سوم ساعت ۱۲:۰۰ UTC+03، در ۱۰ اکتبر ۲۰۲۱ برگزار می‌شود.

## تعیین خط
تعیین خط ساعت ۱۵:۰۰ UTC+03، در تاریخ ۹ اکتبر ۲۰۲۱ شروع شد.

### رده‌بندی تعیین خط
| جایگاه              | راننده            | شماره | تیم                | زمان‌ها   | زمان‌ها    | زمان‌ها   |
| جایگاه              | راننده            | شماره | تیم                | Q1       | Q2        | Q3       |
| ------------------- | ----------------- | ----- | ------------------ | -------- | --------- | -------- |
| ۱                   | لوییس همیلتون     | ۴۴    | مرسدس              | ۱:۲۴٫۵۸۵ | ۱:۲۳٫۰۸۲  | ۱:۲۲٫۸۶۸ |
| ۲                   | والتری بوتاس      | ۷۷    | مرسدس              | ۱:۲۵٫۰۴۷ | ۱:۲۳٫۵۷۹  | ۱:۲۲٫۹۹۸ |
| ۳                   | ماکس فرستاپن      | ۳۳    | ردبول ریسینگ-هوندا | ۱:۲۴٫۵۹۲ | ۱:۲۳٫۷۳۲  | ۱:۲۳٫۱۹۶ |
| ۴                   | شارل لکلرک        | ۱۶    | فراری              | ۱:۲۴٫۸۶۹ | ۱:۲۴٫۰۱۵  | ۱:۲۳٫۲۶۵ |
| ۵                   | پیر گسلی          | ۱۰    | آلفاتاوری-هوندا    | ۱:۲۴٫۷۰۴ | ۱:۲۳٫۸۱۷  | ۱:۲۳٫۳۲۶ |
| ۶                   | فرناندو آلونسو    | ۱۴    | آلپاین-رنو         | ۱:۲۵٫۱۷۴ | ۱:۲۳٫۹۱۴  | ۱:۲۳٫۴۷۷ |
| ۷                   | سرجیو پرز         | ۱۱    | ردبول ریسینگ-هوندا | ۱:۲۴٫۹۶۳ | ۱:۲۳٫۹۶۱  | ۱:۲۳٫۷۰۶ |
| ۸                   | لاندو نوریس       | ۴     | مک‌لارن-مرسدس       | ۱:۲۵٫۱۳۸ | ۱:۲۴٫۶۴۲  | ۱:۲۳٫۹۵۴ |
| ۹                   | لانس استرول       | ۱۸    | استون مارتین-مرسدس | ۱:۲۵٫۵۱۱ | ۱:۲۴٫۶۰۱  | ۱:۲۴٫۳۰۵ |
| ۱۰                  | یوکی سونودا       | ۲۲    | آلفاتاوری-هوندا    | ۱:۲۵٫۴۰۹ | ۱:۲۴٫۰۵۴  | ۱:۲۴٫۳۶۸ |
| ۱۱                  | سباستین فتل       | ۵     | استون مارتین-مرسدس | ۱:۲۵٫۷۸۷ | ۱:۲۴٫۷۹۵  | —        |
| ۱۲                  | استابان اوکون     | ۳۱    | آلپاین-رنو         | ۱:۲۵٫۴۲۲ | ۱:۲۴٫۸۴۲  | —        |
| ۱۳                  | جورج راسل         | ۶۳    | ویلیامز-مرسدس      | ۱:۲۵٫۴۱۷ | ۱:۲۵٫۰۰۷  | —        |
| ۱۴                  | میک شوماخر        | ۴۷    | هاس-فراری          | ۱:۲۵٫۵۵۵ | ۱:۲۵٫۲۰۰  | —        |
| ۱۵۲                 | کارلوس ساینز      | ۵۵    | فراری              | ۱:۲۵٫۱۷۷ | بدون زمان | —        |
| ۱۶۳                 | دنیل ریکیاردو     | ۳     | مک‌لارن-مرسدس       | ۱:۲۵٫۸۸۱ | —         | —        |
| ۱۷                  | نیکلاس لطیفی      | ۶     | ویلیامز-مرسدس      | ۱:۲۶٫۰۸۶ | —         | —        |
| ۱۸                  | آنتونیو جوویناتزی | ۹۹    | آلفارومئو-فراری    | ۱:۲۶٫۴۳۰ | —         | —        |
| ۱۹                  | کیمی رایکونن      | ۷     | آلفارومئو-فراری    | ۱:۲۷٫۵۲۵ | —         | —        |
| ۲۰                  | نیکیتا مازپین     | ۹     | هاس-فراری          | ۱:۲۸٫۴۴۹ | —         | —        |
| زمان ۱۰۷٪: ۱:۳۰٫۵۰۵ |                   |       |                    |          |           |          |
| منابع:              |                   |       |                    |          |           |          |

## مسابقه
این مسابقه ساعت ۱۵:۰۰ UTC+03، در تاریخ ۱۰ اکتبر ۲۰۲۱ آغاز شد. فراری و مک‌لارن به ترتیب پیشرانه‌های جدیدی را در اتومبیل‌های کارلوس ساینز و دنیل ریکاردو قرار دادند که منجر به شروع آنها از رده آخر شد. لوئیس همیلتون نیز به دلیل استفاده از موتور درون‌سوز جدید ده رده جریمه دریافت کرد و مسابقه را از رده یازدهم شروع کرد.
در دور اول، فرناندو آلونسو و پیر گاسلی در پیچ اول با هم برخورد کردند و گاسلی پنج ثانیه جریمه دریافت کرد. آلونسو بعداً با میک شوماخر برخورد کرد و آلونسو نیز جریمه پنج ثانیه‌ای دریافت کرد. کارلوس ساینز شروع خوبی در مسابقه داشت، چندین سبقت را پشت سر گذاشت و در آخر توانست در رده هشتم قرار گیرد. والتری بوتاس توانست برنده مسابقه شود و رانندگان ردبول ریسینگ دوم و سوم شدند.

### رده‌بندی مسابقه
| جایگاه                                                 | شماره | راننده            | سازنده             | دور | زمان         | امتیاز |
| ------------------------------------------------------ | ----- | ----------------- | ------------------ | --- | ------------ | ------ |
| ۱                                                      | ۷۷    | والتری بوتاس      | مرسدس              | ۵۸  | ۱:۳۱:۰۴٫۱۰۳+ | ۲۶۱    |
| ۲                                                      | ۳۳    | ماکس فرستاپن      | ردبول ریسینگ-هوندا | ۵۸  | ۱۴٫۵۸۴+      | ۱۸     |
| ۳                                                      | ۱۱    | سرجیو پرز         | ردبول ریسینگ-هوندا | ۵۸  | ۳۳٫۷۴۱+      | ۱۵     |
| ۴                                                      | ۱۶    | شارل لکلرک        | فراری              | ۵۸  | ۳۷٫۸۱۴+      | ۱۲     |
| ۵                                                      | ۴۴    | لوییس همیلتون     | مرسدس              | ۵۸  | ۴۱٫۸۱۲+      | ۱۰     |
| ۶                                                      | ۱۰    | پیر گسلی          | آلفاتاوری-هوندا    | ۵۸  | ۴۴٫۲۹۲+      | ۸      |
| ۷                                                      | ۴     | لاندو نوریس       | مک‌لارن-مرسدس       | ۵۸  | ۴۷٫۲۱۳+      | ۶      |
| ۸                                                      | ۵۵    | کارلوس ساینز      | فراری              | ۵۸  | ۵۱٫۵۲۶+      | ۴      |
| ۹                                                      | ۱۸    | لانس استرول       | استون مارتین-مرسدس | ۵۸  | ۱:۲۲٫۰۱۸+    | ۲      |
| ۱۰                                                     | ۳۱    | استابان اوکون     | آلپاین-رنو         | ۵۷  | +۱ دور       | ۱      |
| ۱۱                                                     | ۹۹    | آنتونیو جوویناتزی | آلفارومئو-فراری    | ۵۷  | +۱ دور       |        |
| ۱۲                                                     | ۷     | کیمی رایکونن      | آلفارومئو-فراری    | ۵۷  | +۱ دور       |        |
| ۱۳                                                     | ۳     | دنیل ریکیاردو     | مک‌لارن-مرسدس       | ۵۷  | +۱ دور       |        |
| ۱۴                                                     | ۲۲    | یوکی سونودا       | آلفاتاوری-هوندا    | ۵۷  | +۱ دور       |        |
| ۱۵                                                     | ۶۳    | جورج راسل         | ویلیامز-مرسدس      | ۵۷  | +۱ دور       |        |
| ۱۶                                                     | ۱۴    | فرناندو آلونسو    | آلپاین-رنو         | ۵۷  | +۱ دور       |        |
| ۱۷                                                     | ۶     | نیکلاس لطیفی      | ویلیامز-مرسدس      | ۵۷  | +۱ دور       |        |
| ۱۸                                                     | ۵     | سباستین فتل       | استون مارتین-مرسدس | ۵۷  | +۱ دور       |        |
| ۱۹                                                     | ۴۷    | میک شوماخر        | هاس-فراری          | ۵۶  | +۲ دور       |        |
| ۲۰                                                     | ۹     | نیکیتا مازپین     | هاس-فراری          | ۵۶  | +۲ دور       |        |
| سریع‌ترین دور: والتری بوتاس (مرسدس) - ۱:۳۰٫۴۳۲ (دور ۵۸) |       |                   |                    |     |              |        |
| منابع:                                                 |       |                   |                    |     |              |        |

## رده‌بندی قهرمانی پس از مسابقه
جدول رده‌بندی قهرمانی رانندگان
| ت. ج      | جایگاه | راننده        | امتیازات |
| --------- | ------ | ------------- | -------- |
| ۱         | ۱      | ماکس فرستاپن  | ۲۶۲٫۵    |
| ۱         | ۲      | لوئیس همیلتون | ۲۵۶٫۵    |
| Unchanged | ۳      | والتری بوتاس  | ۱۷۷      |
| Unchanged | ۴      | لاندو نوریس   | ۱۴۵      |
| Unchanged | ۵      | سرجیو پرز     | ۱۳۵      |
| منبع:     |        |               |          |

جدول رده‌بندی قهرمانی سازندگان
| ت. ج      | جایگاه | سازنده             | امتیازات |
| --------- | ------ | ------------------ | -------- |
| Unchanged | ۱      | مرسدس              | ۴۳۳٫۵    |
| Unchanged | ۲      | ردبول ریسینگ-هوندا | ۳۹۷٫۵    |
| Unchanged | ۳      | مک‌لارن-مرسدس       | ۲۴۰      |
| Unchanged | ۴      | فراری              | ۲۳۲٫۵    |
| Unchanged | ۵      | آلپاین-رنو         | ۱۰۴      |
| منبع:     |        |                    |          |

- یادداشت: فقط پنج رده برتر برای هر دو مجموعه رده‌بندی قرار داده شده است.